# Bilal El Khannous
Bilal El Khannous (tiếng Ả Rập: بلال الخنوس; sinh ngày 10 tháng 5 năm 2004) là một cầu thủ bóng đá chuyên nghiệp người Maroc hiện thi đấu ở vị trí tiền vệ cho câu lạc bộ Leicester City và Đội tuyển bóng đá quốc gia Maroc.